# Двенадцать рублей
Двенадцать рублей (платиновая монета) (12 рублей на серебро) — платиновая монета Российской империи номиналом в двенадцать рублей. Чеканилась по указу Николая I Санкт-Петербургским Монетным двором с 1830 по 1845 год.

## Аверс
В круге, обрамленном лучевым ободком, по центру расположено рельефное изображение герба России — коронованного двуглавого орла, держащего скипетр и державу.

## Реверс
В двойном лучевом ободке размещается трехстрочная надпись: « · 12 ·  | РУБЛЕЙ | НА СЕРЕБРО», под ней в две строки обозначение года и места чеканки. Круговая надпись по часовой стрелке определяет содержание драгоценного металла: «9 ЗОЛ. 68 ДОЛ. ЧИСТОЙ УРАЛЬСКОЙ ПЛАТИНЫ».

## Описание
Монета имеет рифлёный гурт № 3 (по Гилю). Изготовлена из платины 0.950 пробы. Имеет вес 41.41 грамм, из которой 39.34 грамм чистой платины. Диаметр монеты — 35.75 мм.
Годы чеканки, редкость, тираж и особенности монет этой серии можно увидеть в приведённой ниже таблице:
Ничего не написано - монета обычная

R - Довольно редкая (50 - 100 экз.)

R1 - Редкая (20 - 49 экз.)

R2 - Весьма редкая (10 - 19 экз.)

R3 - Очень редкая (4 - 9 экз.)

R4 - Редчайшая (2 - 3 экз.)

Un - Уникум (1 экз.)
| № (Биткин) | Год чеканки | Монетный двор | Гурт по Гилю | Редкость | Тираж | Примечания |
| ---------- | ----------- | ------------- | ------------ | -------- | ----- | ---------- |
| 39         | 1830        | СПБ           | 3            | R3       | 119   |            |
| 40         | 1831        | СПБ           | 3            | R2       | 1463  |            |
| 41         | 1832        | СПБ           | 3            | R2       | 1102  |            |
| 42         | 1833        | СПБ           | 3            | R3       | 255   |            |
| 43         | 1834        | СПБ           | 3            | R3       | 11    |            |
| 44         | 1835        | СПБ           | 3            | R3       | 127   |            |
| 45         | 1836        | СПБ           | 3            | R4       | 11    |            |
| 46         | 1837        | СПБ           | 3            | R3       | 53    |            |
| 47         | 1838        | СПБ           | 3            | R4       | 12    |            |
| 48         | 1839        | СПБ           | 3            | R4       | 2     | пробные    |
| 49         | 1840        | СПБ           | 3            | Un       | 1     | пробная    |
| 50         | 1841        | СПБ           | 3            | R3       | 75    |            |
| 51         | 1842        | СПБ           | 3            | R3       | 115   |            |
| 52         | 1843        | СПБ           | 3            | R3       | 122   |            |
| 53         | 1844        | СПБ           | 3            | R4       | 4     |            |
| 54         | 1845        | СПБ           | 3            | R4       | 2     |            |

## Подделки
В 2015 году, в лаишевском районе республики Татарстан был найден клад из монет разной эпохи, в том числе платиновая 12-рублевая. Впоследствии выяснилось, что платиновая монета и наиболее ценная часть клада оказались подделками. 